# Čuklić (Livno, BiH)
Čuklić je naseljeno mjesto u gradu Livnu, Federacija Bosne i Hercegovine, BiH. Smješteno je 10 km jugozapadno od Livna podno Kamešnice. Cestovna udaljenost od Livna je 13 km, državne granice Kamensko 30 km, Vaganj, 20 km.
U selu je sjedište župe Čuklić koja pripada livanjskom dekanatu i Banjalučkoj biskupiji. Župa obuhvaća šest sela: Lipa, Čuklić, Ćosanlije, Tribić, Orguz i Prolog. 

## Stanovništvo

### 1991.
Nacionalni sastav stanovništva 1991. godine, bio je sljedeći:
ukupno: 328
- Hrvati - 328 (100%)

### 2013.
Nacionalni sastav stanovništva 2013. godine, bio je sljedeći:
ukupno: 406
- Hrvati - 405 (99,75%)
- ostali, neopredijeljeni i nepoznato - 1 (0,25%)